# Robert Hammerstiel
Robert Hammerstiel (Vršac, Serbia 18 de febrero de 1933 - Neunkirchen, Austria, 23 de noviembre de 2020) fue un pintor y grabador austríaco.

## Vida y obra
Siendo un suabo del Banato, entre 1944 y 1947 Hammerstiel marchó a Austria, donde más tarde, entre 1959 y 1966 estudió con los profesores Gerda Matejka-Felden, Robert Schmidt y Gerhard Swoboda, en Viena. En 1985 fue galardonado con el título profesional de profesor, en Pottschach, Baja Austria y Viena.
Hammerstiel investigó la realidad detrás de la aparente verdad y lamentado, en contra de la injusticia, en el año 1988 hará un viaje a Nueva York donde surgiría el arte pop junto a Milton Avery y Edward Hopper. La estancia en Nueva York es el claro punto de inflexión; su trabajo se caracteriza ahora por los colores vivos y una reducción radical, casi de forma sorprendente a lo esencial.  En 2007, la torre de 73 metros de alto en la plaza de Schottenring, en Viena, estuvo durante varios meses cubierta por los cuatro costados por una obra monumental de Hammerstiel, que muestra las etapas de su vida.

## Exposiciones
- 1973 Viena, Künstlerhaus Viena
- 1988 Nueva York, Instituto Austríaco
- 1991 El Cairo, Museo de Arte Moderno
- 1993 Viena, Künstlerhaus Wien
- 2002 Vršac (Werschetz), Museo Nacional
- 2006 Viena, Leopold Museum
- 2007 Viena, Künstlerhaus Viena
- 2008 Bruselas, ständige Vertretung des Landes Baden-Württemberg bei der EU
- 2009 Viena, Leopold Museum

## Premios
- 1973: Österreichischer Staatspreis für Grafik
- 1985: Professor - Verleihung des Berufstitels
- 1998: Österreichisches Ehrenkreuz für Wissenschaft und Kunst
- 2005: Verleihung des Ehrentitels Ritter des Ordens des heiligen Papstes Silvester durch Papst Johannes Paul II.
- 2005: Goldener Lorbeer der Gesellschaft der bildenden Künstler Österreichs, Künstlerhaus Wien

## Literatura
- Von Ikonen und Ratten, Eine Banater Kindheit 1939-1949, Robert Hammerstiel, Wien und München 1999
- Robert Hammerstiel - Die New York Bilder, Georg van Almsick, Gronau-Epe 2000
- Robert Hammerstiel - Sein Werk, Alfred Lüthy, Bern 2001
- Robert Hammerstiel - Bilder eines Zeitzeugen, Leopold Museum, Wien 2006
- Von klaren und von blinden Spiegeln, Robert Hammerstiel, Wien 2007